# Marco Del Lungo
Marco Del Lungo (Tarquinia, 1990. március 1. –) világbajnok olasz válogatott vízilabdázó, kapus, a Pro Recco játékosa.

## Sportpályafutása
Gyermek, és junior éveit az Associazione Sportiva Nuoto e Canottaggio Civitavecchia csapatában töltötte, ahonnan 2011-ben az AN Bresciába igazolt.

## Sikerei
- LEN-szuperkupa: 2021, 2022, 2023